# Coppa di Francia 2006-2007 (hockey su pista)
La Coppa di Francia 2006-2007 è stata la 6ª edizione della principale coppa nazionale francese di hockey su pista. La competizione ha avuto luogo dal 2 dicembre 2006 e si è conclusa con la doppia finale il 26 maggio 2007.
Il trofeo è stato conquistato dal La Vendéenne per la terza volta nella sua storia superando in finale il Coutras.

## Risultati

### Primo turno
| Squadra 1    | Risultato | Squadra 2            |
| ------------ | --------- | -------------------- |
| Callac       | 5 - 4     | Quimper              |
| Plouguerneau | 1 - 4     | Ergué-Gabéric        |
| Laval        | 5 - 4     | ASTA Nantes          |
| Chambery     | 7 - 5     | Gleizé en Beaujolais |

### Secondo turno
| Squadra 1         | Risultato | Squadra 2        |
| ----------------- | --------- | ---------------- |
| Quévert           | 1 - 0     | Ploufragan       |
| Callac            | 0 - 10    | La Vendéenne     |
| Saint-Brieuc      | 6 - 2     | Nantes           |
| Saint-Sébastien   | 2 - 15    | Ergué-Gabéric    |
| Mouilleron        | 8 - 6     | Laval            |
| Loudéac           | 5 - 6     | Crehen           |
| Pacé              | 3 - 7     | Plonéour-Lanvern |
| Coutras           | 3 - 2     | Mérignac         |
| Paris             | 1 - 11    | Noisy-le-Grand   |
| Sporting Fontenay | 1 - 4     | Villejuif        |
| Briard            | 1 - 24    | SCRA Saint-Omer  |
| Tourcoing         | 5 - 4     | Roubaix          |
| Seynod            | 5 - 7     | Vaulx-en-Velin   |
| Chambery          | 3 - 10    | Lione            |
| Moulins 03        | 2 - 8     | Voiron           |

### Ottavi di finali
| Squadra 1        | Risultato | Squadra 2       |
| ---------------- | --------- | --------------- |
| La Vendéenne     | 4 - 2     | SCRA Saint-Omer |
| Tourcoing        | 3 - 1     | Noisy-le-Grand  |
| Ergué-Gabéric    | 1 - 4     | Saint-Brieuc    |
| Plonéour-Lanvern | 3 - 2     | Voiron          |
| Mouilleron       | 3 - 4     | Lione           |
| Vaulx-en-Velin   | 1 - 4     | Quévert         |
| Crehen           | 2 - 3     | Villejuif       |
| Pau              | 5 - 11    | Coutras         |

### Quarti di finali
| Squadra 1    | Risultato | Squadra 2        |
| ------------ | --------- | ---------------- |
| La Vendéenne | 5 - 4     | Tourcoing        |
| Saint-Brieuc | 2 - 0     | Plonéour-Lanvern |
| Lione        | 1 - 2     | Quévert          |
| Villejuif    | 3 - 4     | Coutras          |

### Semifinali
| Squadra 1    | Risultato | Squadra 2    |
| ------------ | --------- | ------------ |
| La Vendéenne | 4 - 1     | Saint-Brieuc |
| Quévert      | 4 - 5     | Coutras      |

### Finale
| La Roche-sur-Yon 12 maggio 2007 Finale - andata | La Vendéenne | 4 – 1 | Coutras | Complexe Sportif de l'Angelmière |

| Coutras 26 maggio 2007 Finale - ritorno | Coutras | 1 – 4 | La Vendéenne |  |